# 乔安·马萨格
乔安·马萨格（/ʒuˈan/；1953年4月30日—）是西班牙加泰罗尼亚癌症生物学家和肿瘤学家，现任美国纽约市康奈尔大学医学研究生院教授，和紀念斯隆-凱特琳癌症中心研究部门主任。他主要研究癌细胞的遠端轉移和调节细胞行为的生长因子，是国际学术界公认的癌症研究权威。

## 经历
马萨格于1953年4月30日出生於加泰罗尼亚巴塞罗那市，1978年取得巴塞罗那大学生物化学博士学位。1979年，他获得福布莱特奖学金，赴美国布朗大学生物医学实验室开始博士后科研工作，主要研究胰岛素受体结构。1982年末，他成为伍斯特马萨诸塞大学医学院生物化学助理教授。
1989年，他成为紀念斯隆-凱特琳癌症中心研究员；从2003年起，他开始担任该中心研究部门癌症和遗传学项目负责人；2013年，他被任命为研究部门（SKI）主任并于2014年正式上任。
1990年至2013年间，他还在霍华德·休斯医学研究所担任研究员。他也是2005年新成立的巴塞罗那生物医学研究所学术顾问。
在2015年加泰隆尼亞議會選舉前一周，马萨格和其他12名科学家签署联合声明，支持加泰罗尼亚从西班牙独立。在此之前，他曾谴责过西班牙政府对待本国科研的冷漠态度，以及在科研管理方面的漏洞。

## 科研成果
马萨格的早期主要成果是发现了转化生长因子-β（TGF-β）抑制和促进肿瘤细胞生长的双重作用。他目前的研究重点是癌细胞的远端转移，这些研究对癌症的治疗具有指导性意义。
马萨格曾与施一公在《细胞》期刊发表论文，重新解释了TGF-β信号从细胞膜到细胞核的传导机制。他还和同事对小鼠乳腺肿瘤病毒转基因鼠进行了研究，结果发现持续激活TGF-β信号传导能延长乳腺肿瘤形成的潜伏期，但也同时增加了血管外的肺转移。同年发表的研究表明TGF-β的存在会激活两种基因，使乳腺癌细胞向骨转移。
2005年，他和同事发表的研究表明，乳腺癌细胞会表达一组与转移相关的基因，这些基因促成乳腺癌细胞扩散到肺部。后来的研究具体揭示了转移的途径：Wnt信号通路与肺癌细胞的转移和扩散密切相关，有三种蛋白质构成了乳腺癌细胞转移并侵入大脑的重要通路。为深入探索癌细胞实现脑转移的机制，他和研究团队对小鼠进行了相关实验，结果发现，成功到达大脑并生长为新肿瘤的一些癌细胞通过生成丝氨酸蛋白酶抑制剂来抵抗大脑中的天然防御屏障——纤溶酶。他们还发现，一些缺乏L1CAM蛋白的癌细胞虽然能够到达脑部，但并不会沿着血管形成肿瘤。
马萨格团队还发现了一些肿瘤细胞的“自激注入”（self-seeding）过程，即外周循环肿瘤细胞能够返回其原发肿瘤并继续发展，从而增强肿瘤生长。

## 个人生活
马萨格的个人爱好是收集礦物。他还喜爱地中海饮食和日本料理。
1992年，马萨格的父亲去世，这致使他坚定决心，将更多的精力投入在癌症研究上。

## 荣誉
- 拉曼大学名誉博士（2017年）[24]
- 加泰罗尼亚国际奖（2016年）[25]
- 美国癌症研究协会会员（2016年）[26]
- 查尔斯·鲁道夫·布鲁普巴赫癌症研究奖（2015年）[27]
- 圣地亚哥·拉蒙-卡哈尔国家研究奖（2014年）[28]
- BBVA基金会前沿知识奖科学技术奖（2008年）[29]
- 帕沙努基金会（英语：Passano Foundation）帕沙努奖（2007年）[30]
- 维卓克基金会（英语：The Vilcek Foundation）生物医学奖（2006年）[31]
- 美国国家医学院院士（2006年）[32]
- 阿斯图里亚斯亲王奖科学技术奖（2004年）[33]
- 美国国家科学院院士（2000年）[34]
- 美国文理科学院院士（1999年）[35]
- 欧洲分子生物学组织会员（1998年）[36]
- 梅南德斯·佩拉尤国际大学（英语：Menéndez Pelayo International University）名誉博士（1994年）[37]